# Raquete

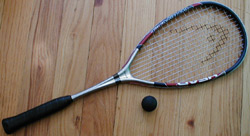
Raquete de Squash

A raquete é um instrumento utilizado em substituição à mão do atleta (sempre com uma bola). Utiliza-se raquete para a prática de diversos desportos, dentre eles o ténis de mesa e o de quadra.

## Esportes que utilizam raquetes
- Ténis
- Ténis de mesa
- Squash
- Badminton
- Frescobol
- Jeu de paume
- Raquetes
- Padel
- Raquetebol
- Beach tennis
- Spread-Ballet
- Swing Ball
- Raquetes de neve
- Turnball Racket